# Wilhelm von Hessen-Philippsthal-Barchfeld (1786–1834)

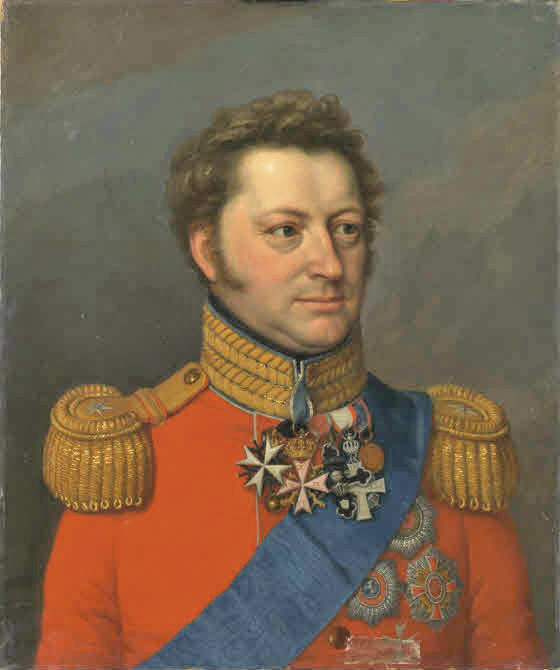
Friedrich Wilhelm von Hessen-Philippsthal-Barchfeld

Friedrich Wilhelm Karl Ludwig von Hessen-Philippsthal-Barchfeld (* 10. August 1786 in Barchfeld; † 30. November 1834 in Kopenhagen) war Prinz von Hessen-Philippsthal-Barchfeld aus dem Haus Hessen.

## Leben
Wilhelm war ein Sohn des paragierten Landgrafen Adolf von Hessen-Philippsthal-Barchfeld (1743–1803) aus dessen Ehe mit Luise (1752–1805), Tochter des Herzogs Anton Ulrich von Sachsen-Meiningen.
Wilhelm war zunächst als Rittmeister und Oberstleutnant in königlich-dänischen Diensten. Danach war er für Kurhessen tätig, war anschließend Offizier im kaiserlich-österreichischen Ulanenregiment des Fürsten Schwarzenberg und wurde schließlich österreichischer Generalmajor. 1817 als Generalmajor wieder in Dänemark, wurde er dort Chef des königlich-dänischen Nordischen Leibregiments zu Pferde.

## Ehe
Wilhelm heiratete am 22. August 1812 im Schloss Frederiksberg Juliane Sophie von Dänemark (1788–1850), Tochter des Prinzen Friedrich von Dänemark (1753–1805) und dessen Ehefrau Sophie Friederike, geb. Herzogin von Mecklenburg (1758–1794). Die Ehe blieb kinderlos.